# 3436 Ібадінов
3436 Ібадінов (3436 Ibadinov) — астероїд головного поясу, відкритий 24 вересня 1976 року.
Тіссеранів параметр щодо Юпітера — 3,298.